# Apocrypta centrocampta
Apocrypta centrocampta är en stekelart som beskrevs av Ulenberg 1985. Apocrypta centrocampta ingår i släktet Apocrypta och familjen fikonsteklar. Inga underarter finns listade i Catalogue of Life.